# Hvalenes sang
Hvalenes sang is een livealbum van Ketil Bjørnstad.  Het lied van de walvis is volgens de compact disc een oratorium. De muziek bevindt zich op de scheidslijn tussen klassieke muziek en jazz. De opnamen vonden plaats in het Oseberg Kulturhus te Tønsberg, op 28 juni 2009, met geluidstechnicus Jan Erik Kongshaug. De mix en mastering vonden plaats in de Rainbow Studio, ook onder leiding van Kongshaug. Hvalenes sang is geschreven ter nagedachtenis van walvisvaarder en weldoener Sven Foyn (stilstaan bij diens 200ste geboortedag). 
Grappa is een muziekuitgeverij.

## Musici
- Anneli Drecker – zang
- Svante Henryson – cello
- Ketil Bjørnstad – piano
- Bjørn Charles Dreyer – gitaar
- Bjørn Kjellemyr – basgitaar
- Rune Arnesen – slagwerk
- Sven Persson – geluidseffecten
- Sjøbodkoret (koor) onder leiding van dirigent Olav Naess

## Muziek
De muziek is van Bjornstad, met teksten van Alf Larsen (2, 3, 6, 8, 10, 11, 13, 14, 17) , Aasmund Brynhildsen (16) en Peter Wessel Zapffe (9).

| Nr. | Titel                                                              | Duur |
| --- | ------------------------------------------------------------------ | ---- |
| 1.  | Hvalenes sang (The song of the whales)                             | 2:25 |
| 2.  | Jeg våknet her en dag (I awoke here one day)                       | 6:59 |
| 3.  | O ensomhet (O solitude)                                            | 4:52 |
| 4.  | Hymne (Hymn)                                                       | 2:27 |
| 5.  | Mot hav (To the sea)                                               | 4:32 |
| 6.  | Soloppgang over havet (Sunrise over the sea)                       | 5:06 |
| 7.  | Koral (Chorale)                                                    | 1:39 |
| 8.  | Var ikke Gud I meg (If God were not within me)                     | 6:20 |
| 9.  | En nat I længst forsvundne tider (A night in the far distant past) | 6;56 |
| 10. | Bliv hos oss livets sol (Stay with us, sun of life)                | 4:54 |
| 11. | Som bølgen løftes opp (As the wave is lifted up)                   | 3:38 |
| 12. | Bønn (Prayer)                                                      | 3:58 |
| 13. | Hvor stille denne natt (How quiet this night)                      | 6:05 |
| 14. | Jet vokste inn I halt (I became a part of everything)              | 3:24 |
| 15. | Hvalenes sang 2 (The song of the whales 2)                         | 1:40 |
| 16. | Kveld (Evening)                                                    | 5:26 |
| 17. | Jeg sprang på isflak (I leapt onto the ice floe)                   | 5:00 |